# Bóstwa lunarne
Bóstwa lunarne – typ bóstw uranicznych, będących personifikacją Księżyca, jego faz, funkcji i stanów (np. bóstwa zaćmienia Księżyca lub księżycowego halo, jak bogini Hine-korako u Maorysów z Nowej Zelandii).
Kult lunarny ukształtował się prawdopodobnie w okresie matriarchatu. Wielu religioznawców uważa, że to jeden z najstarszych kultów w historii religii. Jego powszechność sprawiła, że niektórzy badacze uznali mity lunarne za podstawę wszelkiej mitologii i religii. Założenie to stanowi podstawę panlunaryzmu.

## Cykliczność
Księżyc przyciąga uwagę swoim rytmem stawania się, rodzenia i umierania – wydaje się podlegać tym samym uniwersalnym prawom, co człowiek. Prawdopodobnie ta cecha sprawiła, że Księżyc stał się tak powszechnym przedmiotem refleksji religijnej.
Owa cykliczność sprawiła, że Księżyc utożsamiono z wszelkimi rytmami życia (por. nordyckie Norny), zmiennością, a co za tym idzie – z wszelkimi sferami, którymi kieruje prawo cyklicznego stawania się: wodami, deszczem, roślinnością, wegetacją, urodzajem, losem, czasem, dwoistością życia i śmierci (co odzwierciedlała pełnia i nów), niekiedy ze światem pozagrobowym.
Stąd już niedaleko do interpretacji cykliczności jako związanej z płodnością – żeńskim bóstwom Księżyca przypisuje się zarówno dziewictwo, jak i płodność (tak jest m.in. w przypadku Artemidy). Męskie bóstwa Księżyca często łączy się z symbolami potencji i płodności (np. Sina łączono z bykiem), choć bywa, że przedstawia się ich jako starców.
Fazy Księżyca pozwalają mierzyć czas konkretny (w przeciwieństwie do czasu astrologicznego), czas „żywy” (jakby to określił Eliade), który wiąże się np. z deszczem, przypływami, zasiewami lub cyklem menstruacyjnym. W konsekwencji wiele zjawisk z różnych sfer związanych z wpływem Księżyca powiązano ze sobą, uznano je za równoważne. W związku z powyższym już od neolitu ta sama symbolika obejmuje Księżyc, wody, deszcz, płodność kobiet (przede wszystkim) i zwierząt, roślinność, pośmiertny los człowieka oraz obrzędy wtajemniczenia.

## Sezonowość
Terminy obchodów kultowych także były wyznaczane przez fazy Księżyca. Kalendarz księżycowy stosowany jest do tej pory przez niektóre ludy zbieracko-łowieckie. Dawni Germanie poszli dalej – mierzyli czas według nocy. Ślady takiego mierzenia czasu zachowały się w tradycjach europejskich.
Chrześcijanie obchodzą święta, w których noc jest ważniejsza od dnia: Boże Narodzenie, Wielkanoc, Zielone Świątki. Nadal też przy wyznaczaniu daty niektórych  z tych świąt uwzględnia się także fazę Księżyca (tak jest w przypadku Wielkanocy oraz zależnych od niej świąt ruchomych).
Prawdopodobnie szabat pierwotnie wywodził się od świąt związanych z pełnią Księżyca. Ściśle z fazami Księżyca wiążą się wszystkie najważniejsze święta hinduizmu (bazą kalendarza sakralnego Indii jest sztuczna jednostka czasu tithi – dnia księżycowego = 1/30 miesiąca księżycowego).

## Mitologia
Bóstwa lunarne w licznych religiach plemiennych uznawano za stwórców świata i ludzi (np. bóg Arebati u Pigmejów, bogini Ataentsic u Irokezów) bądź bóstwa naczelne (np. bóg Alignak u Eskimosów z Alaski).
Wiele mitów związanych z kultem lunarnym wyjaśnia cykliczne zmiany Księżyca – jego umieranie (nów) i odradzanie się. Stąd przypuszczenie, iż motyw boga, który umiera i zmartwychwstaje, ma właśnie lunarne pochodzenie.
Zjawisko nowiu oraz zaćmień Księżyca często wiąże się w mitach z istnieniem potworów, które pożerają Księżyc (np. indyjski demon Rahu lub nordycki wilk Hati). W niektórych wierzeniach interpretowane są także plamy widoczne na tarczy księżyca (np. w mitologii ormiańskiej).

### Powiązanie z bóstwami solarnymi
Częstym motywem w wierzeniach jest przekonanie, iż Księżyc to jedno z oczu bóstwa nieba (drugim jest Słońce). Motyw ten jest obecny między innymi w mitologii japońskiej (Słońce – bogini Amaterasu oraz Księżyc – bóg Tsukuyomi powstały w trakcie ablucji oczu boga Izanagi, stwórcy świata) oraz egipskiej.
Powiązanie Księżyca i Słońca w wierzeniach oddawano także na inne sposoby, najczęściej poprzez przypisywanie im pokrewieństwa typu rodzic-dziecko (np. babiloński Sin jest ojcem Szamasza, boga słońca, a egipski Chonsu – synem Amona) lub przedstawienia ich jako małżeństwo albo rodzeństwo (brat i siostra lub bliźnięta). Rzadko spotykanym zjawiskiem jest, aby to samo bóstwo (zwykle hermafrodytyczne) było personifikacją jednocześnie Księżyca i Słońca.
Kult lunarny często wiązał się z astrolatrią i kultem bóstw astralnych.

### Ważniejsze bóstwa
- aztecki Teciztekatl (Tecciztecatl),
- babiloński Sin,
- chińska Chang’e,
- frygijski Men,
- egipski Thot i Chonsu,
- etruska Losna,
- grecka Selene,
- indyjski Ćandra i Soma,
- inkaska Mama Quilla,
- japoński Tsukuyomi,
- u Majów bogini Ix-chel,
- rzymska Diana i Luna,
- semicki Aglibol
- słowiański Chors,
- staroarabski Hubal,
- sumeryjski Nanna,
- syryjska lwiogłowa Astarte, czczona w Egipcie jako m.in. pani Księżyca,
- tracka Bendis (Bendida).